# (10608) Мамэта
(10608) Мамэта (лат. Mameta) — небольшой астероид внешней части главного пояса, который был открыт 7 ноября 1996 года японскими астрономами К. Эндатэ и К. Ватанабэ в обсерватории Китами и назван в честь японского астронома Кацухико Мамэта.

Орбита астероида Мамэта и его положение в Солнечной системе